# 小行星3398
小行星3398（英語：3398 Stattmayer）是一颗围绕太阳公转的小行星。1978年8月10日，H.-E. Schuster在拉西拉天文台发现了此天体。
这颗小行星的绝对星等为42.54365等。